# داستي هيرنانديز هاريسون
داستي هيرنانديز هاريسون (بالإنجليزية: Dusty Harrison)‏ مواليد 24 مايو 1994 في اتجاهات البوصلة، هو ملاكم محترف بورتوريكي يصنف ضمن فئة وزن الوسط بدأ مسيرته الاحترافية سنة 2011 حيث انتصر في نزاله الأول.

## المسيرة الاحترافية
من نزالاته:
- تعادل مع مايكل دالاس جونيور (13-05-2016).
- انتصر على تومي رينون (09-01-2015).
- انتصر على مايكل كلارك بالضربة القاضية (01-11-2014).

## إحصائيات
خاض خلال مسيرته 31 نزالا، فاز في 30 وتعادل في 1 ولم يخسر. فاز بالضربة القاضية في 16 نزالا.

## وصلات خارجية
- داستي هيرنانديز هاريسون على موقع بوكس ريك (الإنجليزية) (registration required)

- الموقع الرسمي